# Eden Sher
Eden Rebecca Sher (Los Angeles, 1991. december 26. –) amerikai színésznő, énekesnő.
Legismertebb alakítása Sue Heck a 2009 és 2018 között futó A semmi közepén című sorozatban. A Csillag kontra Gonosz Erők című sorozatban is szerepelt.

## Élete

### Származása, ifjúkora
Sher Los Angelesben született, 1991. december 26-án. Édesanyja egyedül nevelte a bátyjával együtt. Színészi pályafutását nyolcéves korában kezdte. Részt vett iskolai színdarabokban, helyi színházi produkciókban és énekelt az általános iskolai kórusban. Szerepelt a The Tonight Show "Jaywalking" részében Jay Lenóval együtt.

### Színészi pályája
Színésznői évei alatt számos szerepet játszott televíziós sorozatokban, de ezek közül sok rövid életű volt, mivel a sorozat vagy befejeződött, vagy pedig kiírták a karakterét.
Első komolyabb szerepe Sue Heck karaktere volt az ABC A semmi közepén című sorozatában. 2009 és 2018 között játszott a vígjátéksorozatban. 2013-ban elnyerte a kritikusok 'Choice Television a legjobb női mellékszereplőnek egy vígjátéksorozatban díjat.
2018. május 30-án arról számoltak be, hogy Eden Sher karakterére, Sue Heckre összpontosító spin-off sorozatot szeretne csinálni az ABC. 2018. október 5-én a sorozat hivatalos címet kapott Sue Sue in The City címmel. 2018 novemberében bejelentették, hogy mégse készítek el.
Vendégszerepelt az NBC Superstore vígjátéksorozatban.

### Magánélete
Sher 2019 márciusában bejelentette, hogy eljegyezte Nick Cron-Devico forgatókönyvíró. 2020. július 12-én házasodtak össze.

## Filmográfia

### Film
| Év   | Magyar cím    | Eredeti cím   | Szerep  | Magyar hang          |
| ---- | ------------- | ------------- | ------- | -------------------- |
| 2018 |               | Step Sisters  | Beth    |                      |
| 2017 |               | The Outcasts  | Mindy   |                      |
| 2016 |               | Temps         | Amy     |                      |
| 2014 | Veronica Mars | Veronica Mars | Penny   | Wessely-Simonyi Réka |
| 2001 |               | Stuck         | kislány |                      |

### Televízió
| Év        | Magyar cím                 | Eredeti cím                 | Szerep                               | Megjegyzések                                                                    |
| --------- | -------------------------- | --------------------------- | ------------------------------------ | ------------------------------------------------------------------------------- |
| 2019      | Szeplőtelen Jane           | Jane the Virgin             | PJ Fields                            | mellékszereplő                                                                  |
| 2018      |                            | Superstore                  | Penny                                | 1 epizód: Maternity Leave                                                       |
| 2018      |                            | Robot Chicken               | Karen / Sarah / Widowed Mouse (hang) | 1 epizód: Things Look Bad for the Streepster                                    |
| 2016      |                            | Sing It!                    | Jessica                              | 1 epizód: Let's Sell Out!" and "And the Winner Is...                            |
| 2015–2019 | Csillag kontra Gonosz Erők | Star vs. the Forces of Evil | Pillangó Csillag (hang)              | főszereplő magyar hangja Bogdányi Titanilla                                     |
| 2012      | Király páros               | Pair of Kings               | Billie                               | 1 epizód: Über Undiság                                                          |
| 2009–2018 | A semmi közepén            | The Middle                  | Sue Heck                             | Főszereplő magyar hangja Pekár Adrienn (1. szinkron) Molnár Ilona (2. szinkron) |
| 2009      | Sonny, a sztárjelölt       | Sonny with a Chance         | Lucy                                 | 1 epizód: Hárman-párban                                                         |
| 2009      |                            | Party Down                  | Monica McSpadden                     | 1 epizód: Willow Canyon Homeowners Annual Party                                 |
| 2008      |                            | The Middleman               | Cindy Marshall                       | 1 epizód: The Boyband Superfan Interrogation                                    |
| 2006      |                            | Sons & Daughters            | Carrie Fenton                        | mellékszereplő                                                                  |
| 2006      | Nancy ül a fűben           | Weeds                       | Gretchen                             | mellékszereplő                                                                  |
| 2003      | A narancsvidék             | Jane O.C.                   | Denise                               | 1 epizód: The Dream Lover                                                       |